# Moulines (Manche)
Pour les articles homonymes, voir Moulines.
Moulines est une commune française, située dans le département de la Manche en région Normandie.

## Géographie

### Localisation
Moulines est un village normand de la Manche jouxtant par le sud-est Saint-Hilaire-du-Harcouët et situé à une trentaine de kilomètres à vol d'oiseau au sud-est de la baie du Mont-Saint-Michel et d'Avranches, à 42 km au sud-ouest de Flers (Orne), 41 km au nord-ouest de Mayenne, 25 km au nord-est de Fougères et 21 km ç l'est de Saint-James.
La commune se trouve dans l'aire d'attraction de Saint-Hilaire-du-Harcouët ainsi que dans son bassin de vie, et dans la zone d'emploi d'Avranches.

### Communes limitrophes
Les communes limitrophes sont  Buais-Les-Monts, Lapenty, Les Loges-Marchis, Saint-Hilaire-du-Harcouët et Savigny-le-Vieux.

### Géologie et relief
La superficie de la commune est de 7,41 km2 ; son altitude varie de 74  à   183 mètres.

### Hydrographie
La commune est située dans le bassin Seine-Normandie. Elle est drainée par l'Airon, le ruisseau d'Alence, le cours d'eau 01 de la Houdisière, le cours d'eau 01 de la Perruche, le cours d'eau 01 du Bois aux Prêtres, le fossé 01 de la Blanchais et le fossé 01 de la Potinais,,.
L'Airon, d'une longueur de 42 km, prend sa source dans la commune de Saint-Berthevin-la-Tannière et se jette  dans la Sélune à Saint-Hilaire-du-Harcouët, après avoir traversé douze communes. 

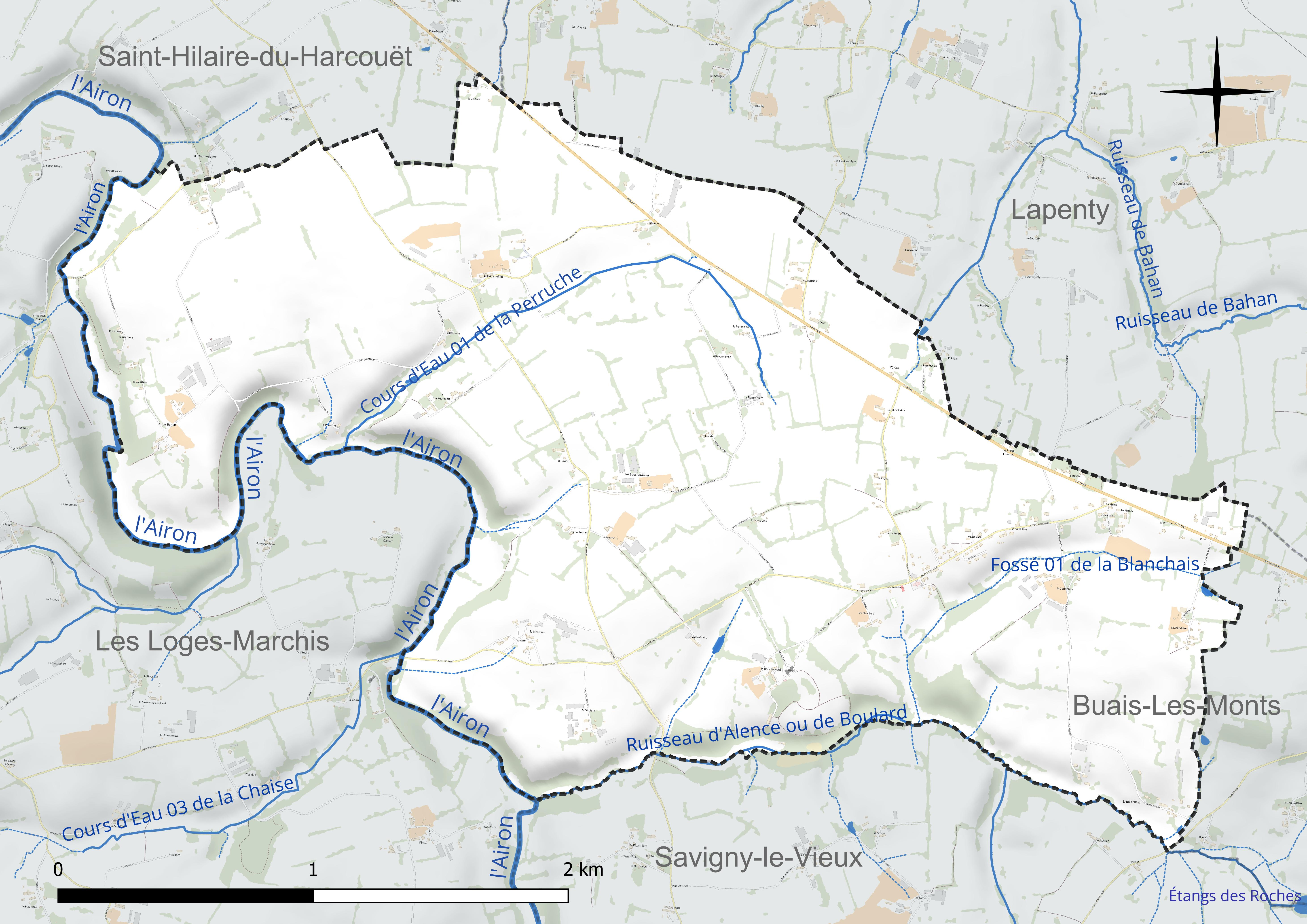
Réseau hydrographique de Moulines.

### Climat
Pour des articles plus généraux, voir Climat de la Normandie et Climat de la Manche.
En 2010, le climat de la commune est de type climat océanique franc, selon une étude du CNRS s'appuyant sur une série de données couvrant la période 1971-2000. En 2020, Météo-France publie une typologie des climats de la France métropolitaine dans laquelle la commune est exposée à un climat océanique et est dans la région climatique Bretagne orientale et méridionale, Pays nantais, Vendée, caractérisée par une faible pluviométrie en été et une bonne insolation.
Pour la période 1971-2000, la température annuelle moyenne est de 10,6 °C, avec une amplitude thermique annuelle de 13,2 °C. Le cumul annuel moyen de précipitations est de 1 031 mm, avec 14 jours de précipitations en janvier et 8,6 jours en juillet. Pour la période 1991-2020, la température moyenne annuelle observée sur la station météorologique la plus proche, située sur la commune de Saint-Hilaire-du-Harcouët à 6 km à vol d'oiseau, est de 11,5 °C et le cumul annuel moyen de précipitations est de 929,5 mm,. Pour l'avenir, les paramètres climatiques de la commune estimés pour 2050 selon différents scénarios d’émission de gaz à effet de serre sont consultables sur un site dédié publié par Météo-France en novembre 2022.

## Urbanisme

### Typologie
Au 1er janvier 2024, Moulines est catégorisée commune rurale à habitat très dispersé, selon la nouvelle grille communale de densité à sept niveaux définie par l'Insee en 2022.
Elle est située hors unité urbaine. Par ailleurs la commune fait partie de l'aire d'attraction de Saint-Hilaire-du-Harcouët, dont elle est une commune de la couronne,. Cette aire, qui regroupe 8 communes, est catégorisée dans les aires de moins de 50 000 habitants,.

### Occupation des sols

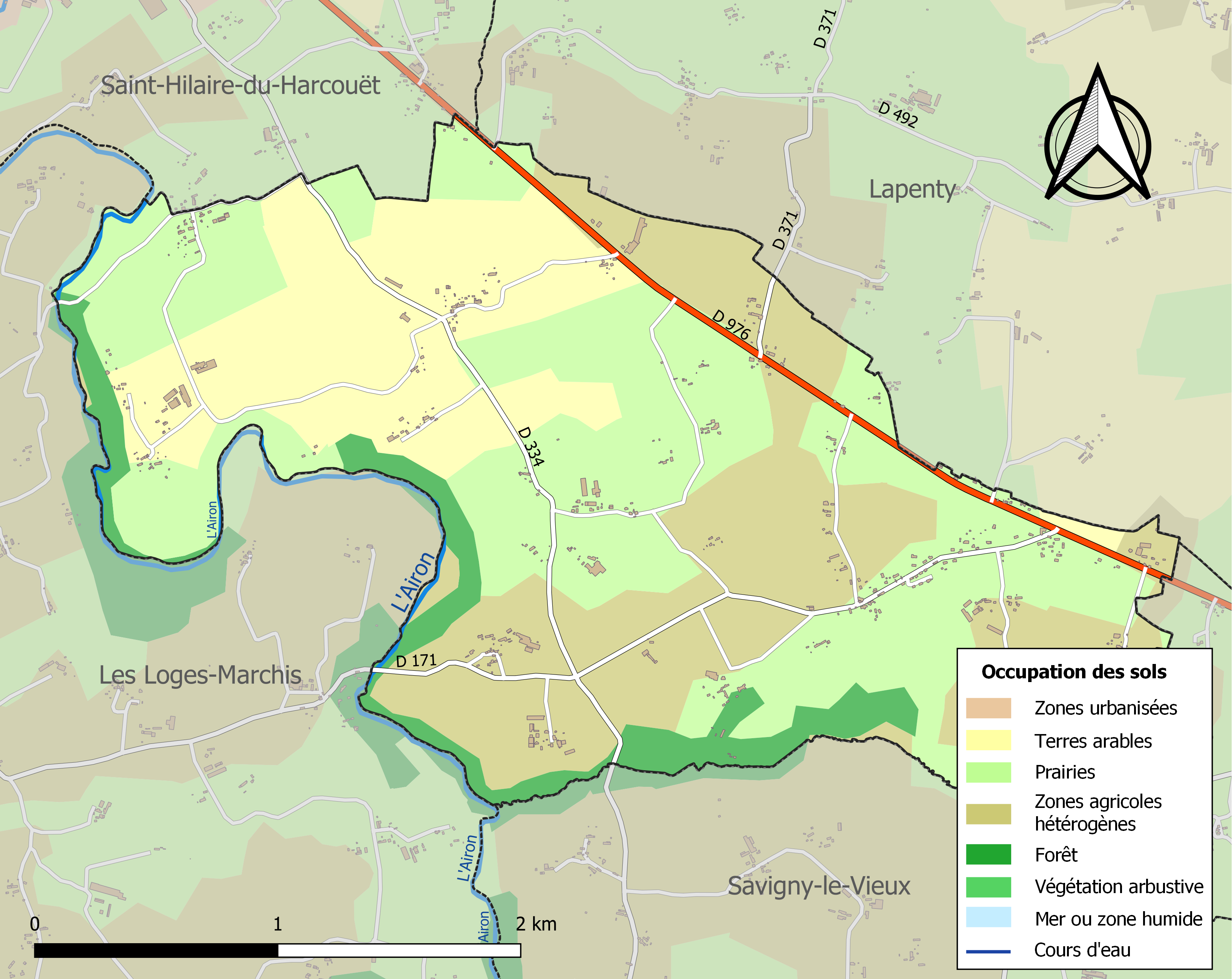
Carte des infrastructures et de l'occupation des sols de la commune en 2018 (CLC).

### Habitat et logement
En 2021, le nombre total de logements dans la commune était de 144, alors qu'il était de 149 en 2016 et de 143 en 2011.
Parmi ces logements, 84,2 % étaient des résidences principales, 6,3 % des résidences secondaires et 9,5 % des logements vacants. Ces logements étaient  tous des maisons individuelles.
Le tableau ci-dessous présente la typologie des logements à Moulines en 2021 en comparaison avec celle de la Manche et de la France entière. Une caractéristique marquante du parc de logements est ainsi la faible proportion des résidences secondaires et logements occasionnels (6,3 %) par rapport au département (14,9 %) et à la France entière (9,7 %). 
| Typologie                                               | Moulines | Manche | France entière |
| ------------------------------------------------------- | -------- | ------ | -------------- |
| Résidences principales (en %)                           | 84,2     | 77,1   | 82,2           |
| Résidences secondaires et logements occasionnels (en %) | 6,3      | 14,9   | 9,7            |
| Logements vacants (en %)                                | 9,5      | 8      | 8,1            |

## Toponymie
Le nom de la localité est attesté sous la forme Molines en 1181.
Ce toponyme, pour Ernest Nègre, peut-être du pluriel de l'oïl mouline, « terre facile à travailler après le dégel » ou « terrain marécageux ». Pour René Lepelley, il est issu du bas-latin molina, variante féminine de molinu « moulin », d'où : « les moulins ».

## Histoire

### Moyen Âge
La paroisse a pour premiers seigneurs Simon (XIIe siècle) et Gervais (XIIIe siècle) de Molines, qui sont cités dans les rôles de l'Échiquier de Normandie. Les biens et les droits sur Moulines étaient en grande partie la possession de l'abbaye de Savigny.

### Révolution française et Empire
En 1793, la garde nationale de Mortain tend une embuscade à la queue de la colonne des Chouans vendéens  se repliant sur Fougères après le siège de Granville. Les lieux-dits côte de la Bataille et champ de la Fosse en conservent le souvenir.

### Époque contemporaine
Moulines est desservie par la gare de Moulines-Saint-Symphorien de 1909 à l'avant Seconde Guerre mondiale — avec une interruption durant la Première Guerre mondiale — par la ligne de chemin de fer secondaire à voie métrique de Landivy à Saint-Hilaire-du-Harcouët exploitée par les Chemins de fer de la Manche (CFM) puis par les Chemins de fer départementaux de la Mayenne (CFDM).

## Politique et administration

### Rattachements administratifs et électoraux

#### Rattachements administratifs
La commune se trouve depuis 1926 dans l'arrondissement d'Avranches du département de la Manche.
Elle faisait partie depuis 1793 du canton de Saint-Hilaire-du-Harcouët. Dans le cadre du redécoupage cantonal de 2014 en France, cette circonscription administrative territoriale a disparu, et le canton n'est plus qu'une circonscription électorale.

#### Rattachements électoraux
Pour les élections départementales, la commune fait partie depuis 2014 d'un nouveau  canton de Saint-Hilaire-du-Harcouët porté, à sa création, de 12 à 27 communes.
Pour l'élection des députés, elle fait partie de la deuxième circonscription de la Manche.

### Intercommunalité
Moulines  était membre de la communauté de communes de Saint-Hilaire-du-Harcouët, un établissement public de coopération intercommunale (EPCI) à fiscalité propre créé fin 1992 et auquel la commune avait transféré un certain nombre de ses compétences, dans les conditions déterminées par le code général des collectivités territoriales.
Dans le cadre des dispositions de la loi portant nouvelle organisation territoriale de la République du 7 août 2015, qui prévoit que les établissements publics de coopération intercommunale (EPCI) à fiscalité propre doivent avoir un minimum de 15 000 habitants, cette intercommunalité a fusionné avec ses voisines  pour former, le 1er janvier 2017, la communauté d'agglomération Mont-Saint-Michel-Normandie, dont est désormais membre la commune.

### Liste des maires
| Période                                  | Période                         | Identité                                | Étiquette   | Qualité                                                                             |
| ---------------------------------------- | ------------------------------- | --------------------------------------- | ----------- | ----------------------------------------------------------------------------------- |
| Les données manquantes sont à compléter. |                                 |                                         |             |                                                                                     |
|                                          |                                 |                                         |             |                                                                                     |
| avant 1834                               |                                 | Auguste René Gabriel Gaudin de Villaine | Légitimiste | Ancien seigneur de Villaine, officier Conseiller général de la Manche (1829 → 1830) |
|                                          |                                 |                                         |             |                                                                                     |
| 1911                                     | 1944                            | Honoré Leprieur                         |             |                                                                                     |
| 1945                                     | 1947                            | René Leprieur                           |             |                                                                                     |
| 1947                                     | 1977                            | Pascal Chéron                           |             | Agriculteur                                                                         |
| 1977                                     | 1990                            | Victor Lair                             |             | Mort en fonction                                                                    |
| 1990                                     | mai 2020                        | Michel Mancel                           | SE          | Agriculteur                                                                         |
| mai 2020                                 | En cours (au 14 septembre 2024) | Fernand Bourget                         | SE          | Métallier retraité                                                                  |

## Population et société

### Démographie
L'évolution du nombre d'habitants est connue à travers les recensements de la population effectués dans la commune depuis 1793. Pour les communes de moins de 10 000 habitants, une enquête de recensement portant sur toute la population est réalisée tous les cinq ans, les populations de référence des années intermédiaires étant quant à elles estimées par interpolation ou extrapolation. Pour la commune, le premier recensement exhaustif entrant dans le cadre du nouveau dispositif a été réalisé en 2007.

En 2022, la commune comptait 281 habitants, en évolution de −4,42 % par rapport à 2016 (Manche : −0,31 %, France hors Mayotte : +2,11 %).
| 1793 | 1800 | 1806 | 1821 | 1831 | 1836 | 1841 | 1846 | 1851 |
| ---- | ---- | ---- | ---- | ---- | ---- | ---- | ---- | ---- |
| 480  | 447  | 497  | 460  | 518  | 469  | 439  | 470  | 504  |

| 1856 | 1861 | 1866 | 1872 | 1876 | 1881 | 1886 | 1891 | 1896 |
| ---- | ---- | ---- | ---- | ---- | ---- | ---- | ---- | ---- |
| 478  | 452  | 412  | 439  | 460  | 474  | 460  | 434  | 391  |

| 1901 | 1906 | 1911 | 1921 | 1926 | 1931 | 1936 | 1946 | 1954 |
| ---- | ---- | ---- | ---- | ---- | ---- | ---- | ---- | ---- |
| 381  | 376  | 386  | 351  | 322  | 348  | 354  | 355  | 342  |

| 1962 | 1968 | 1975 | 1982 | 1990 | 1999 | 2006 | 2007 | 2012 |
| ---- | ---- | ---- | ---- | ---- | ---- | ---- | ---- | ---- |
| 317  | 298  | 280  | 290  | 302  | 290  | 301  | 302  | 299  |

| 2017 | 2022 | - | - | - | - | - | - | - |
| ---- | ---- | - | - | - | - | - | - | - |
| 291  | 281  | - | - | - | - | - | - | - |

## Culture locale et patrimoine

### Lieux et monuments
- Château du Bois-Ferrand (XVIIIe siècle), et sa chapelle dont la dédicace est du XIe siècle. Le parc est référencé à l'IGPC[34]. Barbey d'Aurevilly y a trouvé son inspiration du Chevalier des Touches[21]. Propriété privée, il est habité par le descendant de la famille Gaudin de Villaine[35]

- Château-Corbin, dans le bourg, à la Hautorne. 
De l'ancien manoir il ne subsiste qu'un pavillon et des traces d'anciens fossés[21].
- Église Saint-Martin (XVIe, XVIIIe – XIXe siècles) avec deux verrières classées en 1983 au titre objet aux monuments historiques : La Trinité[36] et Ecce Homo[37] (XVIe). Elle abrite un bénitier (XVIe), une chaire à prêcher (XVIIIe), des fonts baptismaux (XVIIe), les statues de saint Martin et saint Éloi (XVIIIe), un tableau (XIXe) Christ au mont des Oliviers offert par l'impératrice Eugénie de Montijo[21].
Un tableau du peintre François III de la Vente, représentant l’Agonie du Christ au jardin des oliviers, identifié par hasard et daté de 1807, orne le maître-autel[38],[39]

- Croix de chemin dite de la Corderie (XVIIe siècle).
- Ancienne boulangerioe, rénovée par la municipalité pour en faire un lieu convivial pour les familles[40]

### Personnalités liées à la commune

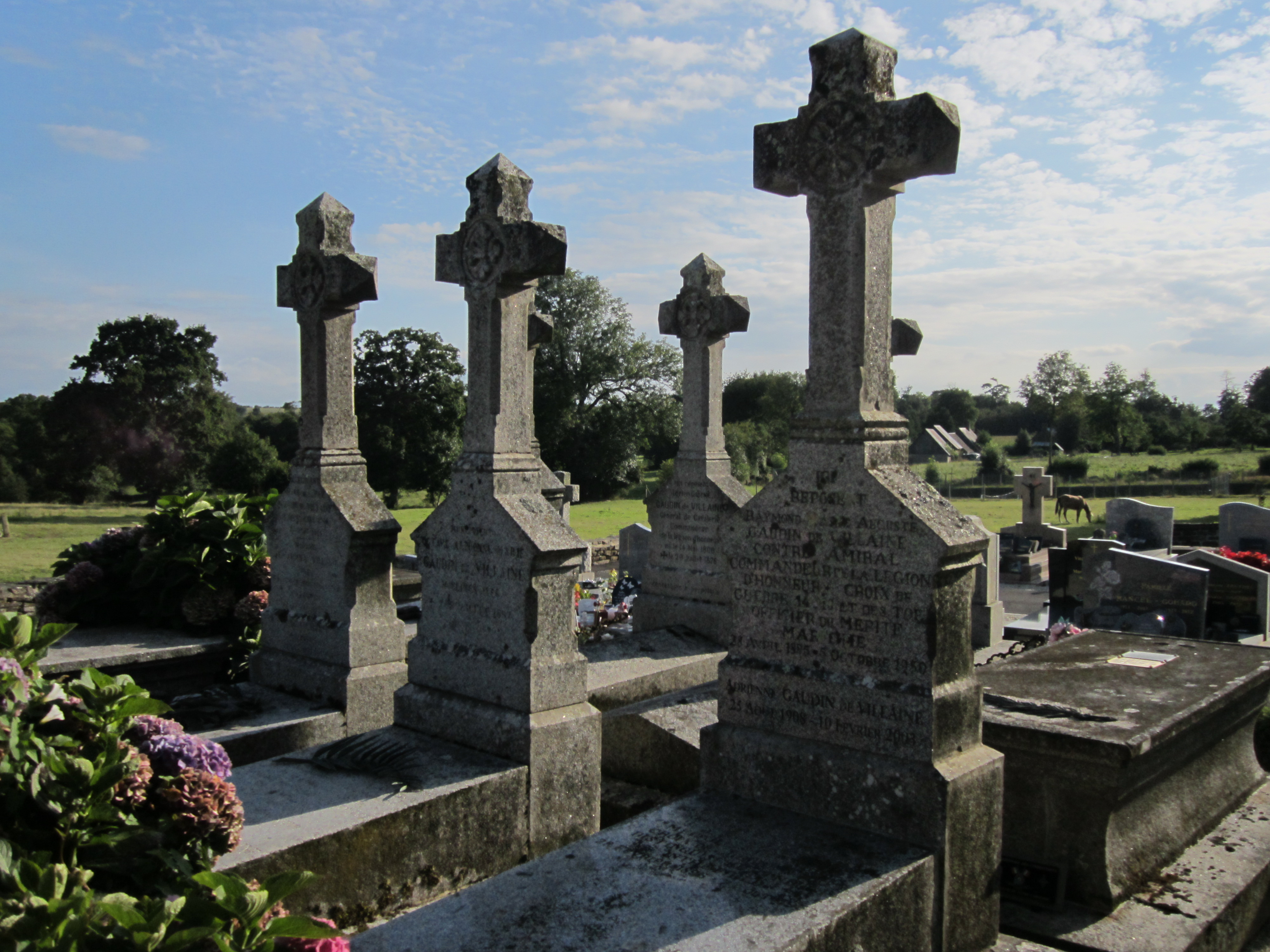
Sépultures des Gaudin de Villaine.

- Auguste Camille Louis Marie Gaudin de Villaine (1851-1904), général de brigade français, y est né.
- Adrien Gaudin de Villaine (1852-1930), militaire et homme politique français, y est né.

## Pour approfondir